# Nainana-Brahman
Nainana-Brahman es una ciudad censal situada en el distrito de Agra en el estado de Uttar Pradesh (India). Su población es de 4500 habitantes (2011). 

## Demografía
Según el censo de 2011 la población de Nainana-Brahman era de 4500 habitantes, de los cuales 2457 eran hombres y 2043 eran mujeres. Nainana-Brahman tiene una tasa media de alfabetización del 65,97%, inferior a la media estatal del 67,68%: la alfabetización masculina es del 75,08%, y la alfabetización femenina del 55,22%.